# Physeteroidea
Los fiseteroideos (Physeteroidea) son una superfamilia de cetáceos odontocetos que incluye tres especies vivientes de ballenas; el cachalote, en el género Physeter, y el cachalote pigmeo y el cachalote enano, en el género Kogia. Estos géneros son algunas veces unidos en una misma familia, Physeteridae, con las dos especies de Kogia en la subfamilia Kogiinae, sin embargo la tendencia actual, es ubicar el género Kogia en su propia familia, Kogiidae quedando Physeteridae como una familia monotípica (única especie existente);[cita requerida] sin embargo, se conocen fósiles adicionales representativos de ambas familias.
Wilson & Reeder, no reconocen la familia Kogiidae, y clasifican Physeter y Kogia en la familia Physeteridae.

## Características
El cachalote es la especie más grande de cetáceo dentado (odontoceto), con machos adultos de 15-18 metros de longitud y entre 45-70 toneladas de peso. Las dos especies de la familia Kogia son mucho más pequeñas, con solo 2,5 a 3,5 metros de longitud y peso de 350-500 kg.
El cuerpo de los cachalotes es de proporciones robustas, con aletas en formas de remo. La mandíbula inferior es relativamente pequeña y delgada con respecto a la mandíbula superior. El hueso nasal de los cachalotes es claramente asimétrico, con el orificio nasal localizado en el lado izquierdo de la cabeza; en el cachalote se encuentra cerca de la punta de la cabeza, mientras que en los integrantes del género Kogiase encuentra más lejos del extremo anterior. Todas las especies tienen un gran número de dientes simples y similares. En el género Kogia y algunas veces en el género Physeter, los dientes en la mandíbula superior no erupcionan y en ocasiones están totalmente ausentes.
Los ojos de los cachalotes son incapaces de girar en sus órbitas, y posee solamente una cámara anterior vestigial. Es más probable que el sentido de la ecolocalización sea con mucho más importante que la visión.
Otra característica común es el espermaceti, una sustancia semilíquida, blanca y serosa que llena el melón de la cabeza, el cual cumple el papel de un balastro en la sumersión y mantenimiento de la flotabilidad, lo que se consigue fluir agua fría a través de la nariz, endureciendo el espermaceti, para sumergirse, y bombeo de sangre tibia para derretir el espermaceti para emerger. Las tres especies se sumergen a grandes profundidades para encontrar comida, sin embargo se cree que el cachalote se sumerge mucho más profundo que los del género  Kogia. Los miembros de ambas familias comen calamares, peces e incluso tiburones.
La gestación dura de nueve a quince meses, dependiendo de la especie. Las crías únicas permanecen con su madre por al menos dos años antes de ser destetadas. Los cachalotes no alcanzan la madures sexual hasta después de algunos años. Todas las especies se congregan en manadas, consistentes principalmente de hembras, crías y adolescentes, sin embargo estas congregaciones son típicamente más pequeñas en los kógidos.

## Evolución
Los primeros fósiles de cachalote proceden del Oligoceno Superior, hace cerca de 25 millones de años, con un origen ancestral anterior al Eoceno Superior, antes de la divergencia de la restante línea Odontoceti, que dio origen a los delfines y marsopas.
El registro fósil sugiere que los cachalotes eran más comunes en el Mioceno, donde existieron líneas basales (como el Zygophyseter y  Naganocetus); otros géneros fósiles asignados al Physeteroidea incluyen Ferecetotherium, Helvicetus, Idiorophus, Diaphorocetus, Aulophyseter, Orycterocetus, Scaldicetus, y Placoziphius, mientras los fósiles del género Kogia incluyen el  Kogiopsis, Scaphokogia, y Praekogia. Los primeros kógidos son del Mioceno Superior, hace alrededor de 7 millones de años.
La relación estrecha entre Physeteridae extintos está confirmada en los estudios moleculares recientes usando el citocromo mitocondial b; de acuerdo con estos análisis, sus parientes más cercanos parecen ser los Ziphiidae por un lado, y del otro los Mysticeti y Platanistidae. El último artículo citado también favorece el agrupamiento de Physeteridae y Kogiidae en una sola superfamilia, Physeteroidea, como ya se había sugerido previamente. Bianucci & Landini (2006) sugirieron que Diaphorocetus,  Zygophyseter, Naganocetus y Aulophyseter existían antes de la separación inferida de Kogiidae y Physeteridae y entonces podía restringir la familia Physeteridae a aquellos géneros posteriores a esta división.

## Clasificación
Como miembros del suborden Odontoceti, el suborden contiene todas las ballenas dentadas y delfines.  Una especie extinta del género Physeter, la cual es ubicada en la familia Physeteridae. Dos especies del género Kogia, el cachalote pigmeo (Kogia breviceps) y el cachalote enano (K. sima), son algunas veces ubicados en esta familia, o sino son ubicados en su propia familia, Kogiidae.
El siguiente es un resumen de la clasificación de taxones existentes y extintos:[cita requerida]
- Physeteroidea, cachalotes
  - Grupo troncal physeteroidea[9]
    - Diaphorocetus †
    - Rhaphicetus †
    - Acrophyseter †
    - Zygophyseter †
    - Brygmophyseter (= Naganocetus) †
    - Aulophyseter †

  - Physeteridae, cachalotes
    - Physeter, cachalotes
      - Physeter macrocephalus, cachalote

    - Orycterocetus †
    - Ferecetotherium †
    - Helvicetus †
    - Idiorophus †
    - Placoziphius †
    - Idiophyseter †
    - Physeterula †

  - Kogiidae
    - Kogia, cachalotes pequeños
      - Kogia breviceps, cachalote pigmeo
      - Kogia sima, cachalote enano

    - Kogiopsis †
    - Praekogia †
    - Scaphokogia †